# شمس أباد (غرمسير أردستان)
شمس أباد (بالفارسية: شمس‌آباد) هي قرية تقع في إيران في قسم غرمسیر الريفي. يقدر عدد سكانها بـ 35 نسمة .